# Cyamops femoratus
Cyamops femoratus är en tvåvingeart som beskrevs av Baptista och Wayne N. Mathis 2000. Cyamops femoratus ingår i släktet Cyamops och familjen savflugor.
Artens utbredningsområde är Filippinerna. Inga underarter finns listade i Catalogue of Life.